# Algorytm obliczania pierwiastka n-tego stopnia
Algorytm obliczania pierwiastka n-tego stopnia – metoda przybliżonego obliczania wartości pierwiastka arytmetycznego stopnia {\displaystyle n} z danej dodatniej liczby {\displaystyle A.} Algorytm ten charakteryzuje bardzo szybka zbieżność.
Działanie algorytmu:
1. Jako pierwsze przybliżenie liczby {\displaystyle {\sqrt[{n}]{A}}} przyjmij dowolną liczbę {\displaystyle x_{0}.} Może to być np. {\displaystyle x_{0}=[A].}
2. Za kolejne przybliżenie weź {\displaystyle x_{k+1}={\frac {1}{n}}\left({(n-1)x_{k}+{\frac {A}{x_{k}^{n-1}}}}\right).}
3. Powtarzaj 2 tak długo, aż otrzymasz wymaganą dokładność przybliżenia.

Algorytm obliczania pierwiastka wynika w prosty sposób z metody Newtona-Raphsona znajdowania miejsc zerowych funkcji. W typowych przypadkach metoda ta jest bardzo szybko zbieżna – błąd maleje jak funkcja kwadratowa, co w praktyce oznacza, że na każdym kroku podwaja się liczba dokładnych cyfr przybliżenia.
Dla dużych {\displaystyle n} algorytm może być niewygodny, wymaga bowiem obliczania na każdym kroku potęgi {\displaystyle x_{k}^{n-1}.} Częściowym rozwiązaniem tego problemu może być użycie algorytmu szybkiego potęgowania.

## Uzasadnienie algorytmu
Metoda Newtona-Raphshona służy do wyznaczania miejsc zerowych funkcji {\displaystyle f(x).} Jej działanie wygląda następująco:
1. Wybierz przybliżoną wartość {\displaystyle x_{0}.}
2. Za kolejne przybliżenia weź {\displaystyle x_{k+1}=x_{k}-{\frac {f(x_{k})}{f'(x_{k})}},k=0,1,\dots }Po
3. owtarzaj 2 tak długo, aż otrzymasz wymaganą dokładność przybliżenia.

Wyznaczanie pierwiastka {\displaystyle n}-tego stopnia z liczby {\displaystyle A} może być traktowane jako znajdowanie miejsc zerowych funkcji
{\displaystyle f(x)=x^{n}-A.}
Pochodna jest równa {\displaystyle f'(x)=nx^{n-1},} a kolejne obliczenia dają
{\displaystyle x_{k+1}=x_{k}-{\frac {f(x_{k})}{f'(x_{k})}}=x_{k}-{\frac {x_{k}^{n}-A}{nx_{k}^{n-1}}}=x_{k}-{\frac {x_{k}}{n}}+{\frac {A}{nx_{k}^{n-1}}}={\frac {1}{n}}\left({(n-1)x_{k}+{\frac {A}{x_{k}^{n-1}}}}\right),} czyli właśnie algorytm wyznaczania pierwiastka.

## Przykład
Za pomocą metody Newtona można obliczyć pierwiastek {\displaystyle {\sqrt {a}}} dla każdej liczby {\displaystyle a\in \mathbb {R} ^{+}{:}}
{\displaystyle {\sqrt {a}}=x\iff a=x^{2}\iff x^{2}-a=0.}
Funkcja {\displaystyle f(x)} ma postać:
{\displaystyle f(x)=x^{2}-a,}
{\displaystyle f'(x)=2x.}
Rekurencyjny wzór wynosi:
{\displaystyle x_{k+1}=x_{k}-{\frac {x_{k}^{2}-a}{2x_{k}}},}
{\displaystyle x_{k+1}={\frac {1}{2}}\left(x_{k}+{\frac {a}{x_{k}}}\right).}
Dla danych {\displaystyle a=2} i {\displaystyle x_{0}=1{,}5} algorytm przebiega następująco:
{\displaystyle x_{0}=1{,}5.}
{\displaystyle x_{1}={\frac {1}{2}}\left(1{,}5+{\frac {2}{1{,}5}}\right)\approx 1{,}416666.}
{\displaystyle x_{2}={\frac {1}{2}}\left(1{,}416666+{\frac {2}{1{,}416666}}\right)\approx 1{,}414214.}